# Chrysoritis zeuxo
Chrysoritis zeuxo is een vlinder uit de familie Lycaenidae. De wetenschappelijke naam is gepubliceerd in 1764 door Carl Linnaeus.

## Verspreiding
De soort komt voor in Zuid-Afrika (West-Kaap en Oost-Kaap).

## Ondersoorten
- Chrysoritis zeuxo zeuxo (Linnaeus, 1764)
- Chrysoritis zeuxo cottrelli (Dickson, 1975)
  - = Poecilmitis cottrelli Dickson, 1975